# Казиміров Казимір Данилович
Казимі́р Дани́лович Казимі́ров (справжнє прізвище — Кейм; нар. 1878 — пом. ?) — балетмейстер, педагог, викладач танців і пластики в Одеському українському театральному інституті імені Марка Кропивницького.

## Життєпис
Народився 1878 року. Закінчив балетну школу й драматичні курси зі званням артиста Варшавських урядових театрів.
Протягом шести років (1892—1898) працював артистом балету на сцені Варшавського урядового театру.
1898 року був запрошений в якості балетмейстера в Москву в приватну оперу Сергія Савича Мамонтова.
Служив у театрах Варшави, Москви, Петербургу, Харкова, Києва, Одеси, Вільно, Нижнього Новгорода.
Згодом, принаймні від 1902 року працював балетмейстером Одеського міського театру. Амплуа — балетмейстер і примо-танцівник. В Одесі мав приватну балетну школу.
1912 року взяв участь в гастролях в Румунії трупи російського балету.
На початку 1920-х років викладав танці і пластику в Одеському українському театральному інституті імені Марка Кропивницького.
Був одним із засновників балету в Молдові. 1930 року здійснив там низку постановок.
Відомо, що його дружина Марія Кейм померла 10 травня 1931 року в Кишинівському повіті.
З часом емігрував до Румунії. Подальша його доля невідома.

## Постановки
- Танці до балету «Жар-птиця» Ігоря Стравинського (1930)
- Танці до оперети «Запорізький клад» Ю. Гоя (1930)
- Танці до опери «Майська ніч» Миколи Лисенка (1930)